# Maoam

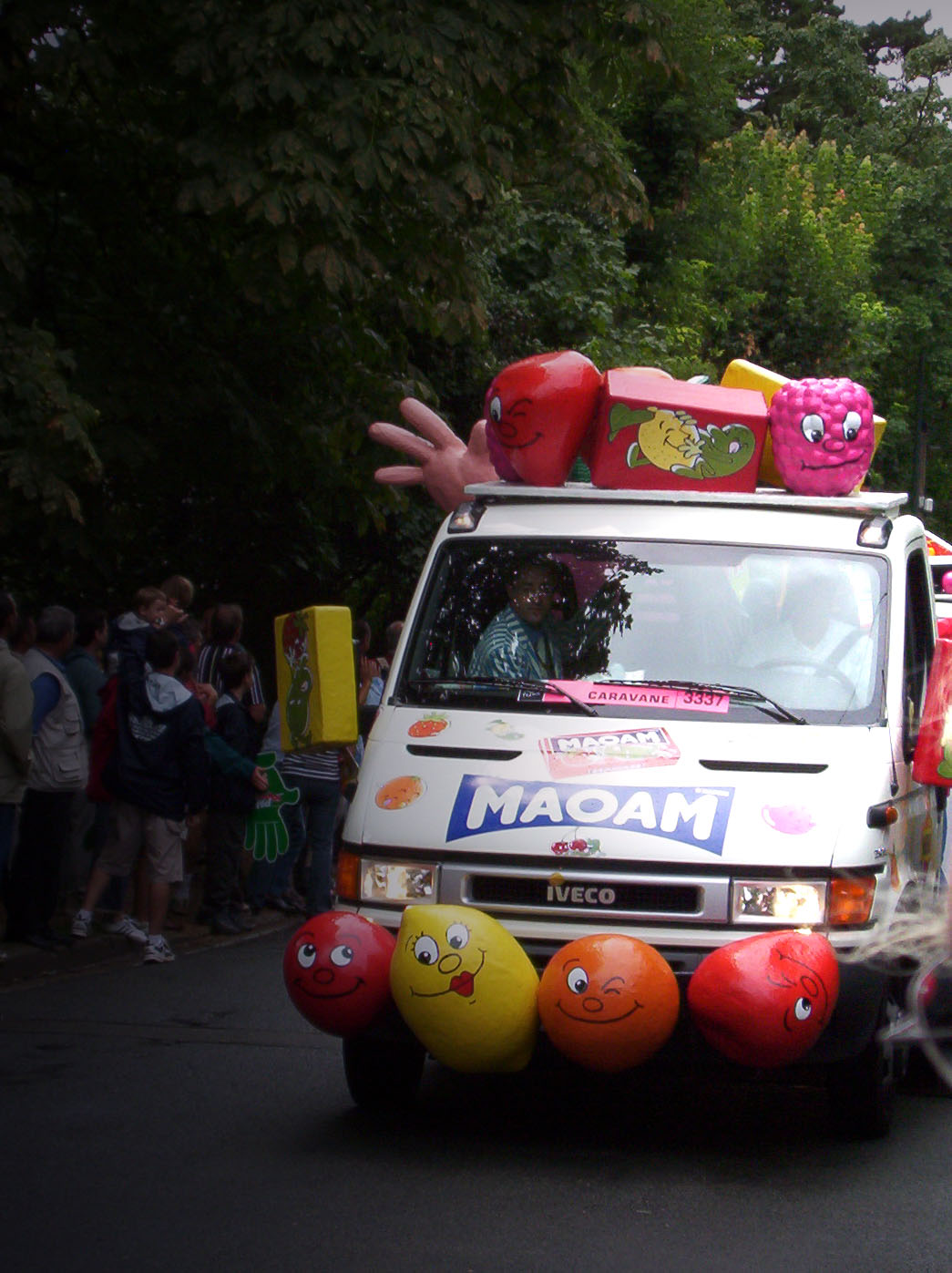
Fordon som skyltar med Maoam.

Maoam är ett varumärke för godis från Haribo. Det finns bland annat i form av tuggodis (Maoam ChewTwo, Maoam Sour, med flera), och praliner (Maoam Kracher). Maoam framställs av socker, glukossirap, vegetabiliskt fett, sorbitolsirap, citronsyra, gelatin och olika aromämnen.
Namnet Maoam kommer från tyska "Mundet allen ohne Ausnahme", det betyder "Falla alla i smaken utan undantag".
År 1900 tog Edmund Münster från Tyskland över lakritsfabriken Düsseldorfer Lakritzenwerk. År 2010 var sorten Maoam Würfel det mest sålda styckgodiset i Tyskland.